# Грыц, Андрей
Андрей Грыц (словац. Andrej Hryc, 30 ноября 1949, Братислава — 31 января 2021, Братислава) — словацкий актёр театра и кино, режиссёр.

## Биография
В 1971 году окончил Академию исполнительских искусств в Братиславе по актёрскому мастерству. Свою актёрскую карьеру начал в Государственном театре в Кошице (1971—1978). С 1978 по 1981 год был фрилансером, а с 1981 года — участником ансамбля Bratislava New Stage.
После «Бархатной революции» занялся политикой, а затем основал независимую радиостанцию Twist, директором которой был до конца 2004 года (лицензирована в 1991 году, начала вещание в феврале 1993 года и продолжала его до апреля 2006 года). С 2005 г. — заместитель председателя Совета директоров.
Был почётным консулом Республики Сейшельские острова. Непродолжительное время работал режиссёром Новой сцены.
Снялся более чем в 100 кинофильмах. В чешском телесериале «Чёрные бароны» (2004) режиссера Юрая Герца он исполнил главную роль легендарного майора Терацкого.
Подписал Антихартию.

## Фильмография
- 1975: Sebechlebskí hudci (Selim)
- 1976: Keby som mal dievča (Oliver)
- 1977: Advokátka (Belko)
- 1978: Pustý dvor (Gabo)
- 1980: Děti zítřků (Edoš)
- 1980: Hodiny
- 1983: «Тысячелетняя пчела» — каменщик
- 1984: Sladké starosti (vrchný Fero Balucha)
- 1985: Zabudnite na Mozarta (Deml)
- 1986: Cena odvahy (frézár Vanák)
- 1986: Galoše šťastia (major, zbrojnoš)
- 1986: Utekajme, už ide! (Hadži Rawall)
- 1987: Pehavý Max a strašidlá (kováč)
- 1988: Kamarád do deště (Bureš)
- 1988: Štek (Kamil Laborec)
- 1989: Dynamit (hostinský)
- 1989: Sedím na konári a je mi dobre (prokurátor)
- 1990: Svědek umírajícího času
- 1990: V rannej hmle (kpt. Hajčík)
- 1992: Kamarád do deště II — Příběh z Brooklynu (Bureš)
- 1994: Císařovy nové šaty (major)
- 1994: Na krásnom modrom Dunaji (vrchný)
- 1994: Vášnivý bozk (Mário)
- 1996: Pasáž (vedúci)
- 1998: Rivers of Babylon (Rácz)
- 2002: Útek do Budína (Dubec)
- 2010: Habermannův mlýn (Hartl)
- 2012: Druhý dych (Šakal)